# Wenxiakou Shuiku
Wenxiakou Shuiku är en reservoar i Kina. Den ligger i provinsen Hubei, i den centrala delen av landet, omkring 170 kilometer nordväst om provinshuvudstaden Wuhan. Wenxiakou Shuiku ligger 104 meter över havet. Arean är 18,3 kvadratkilometer. I omgivningarna runt Wenxiakou Shuiku växer i huvudsak blandskog. Den sträcker sig 11,1 kilometer i nord-sydlig riktning, och 7,9 kilometer i öst-västlig riktning.
Genomsnittlig årsnederbörd är 1 100 millimeter. Den regnigaste månaden är augusti, med i genomsnitt 175 mm nederbörd, och den torraste är december, med 15 mm nederbörd.